# Jeep Cherokee XJ
Jeep Cherokee (XJ) är en så kallad SUV med självbärande kaross (monocoque), eng. unibody. Tidigare version av Cherokee (SJ) är ett rambygge. Till skillnad från moderna SUV:ar och terrängbilar som ofta är konstruerade med individuell hjulupphängning har Cherokee stela axlar från Dana(-Spicer) både fram och bak, en konstruktion som ger bra terrängegenskaper och en mycket robust och tålig uppbyggnad.
”XJ” i namnet betyder inget särskilt utan är Chryslers sätt att benämna de olika Jeep-modellerna, till exempel KJ, YJ, ZJ etc.
Cherokee XJ tillverkades i Toledo, Ohio, USA mellan 1984 och 2001 men licensproduktion pågick till och med 2005 i Peking i Kina, modellen kallades där "Jeep 2500" och hade en 2,5 L radfyra som drivkälla. XJ låg även till grund för Jeep Comanche (MJ) som är en pick-up-variant av modellen.
Mellan 1984 och 2001 tillverkades (i USA) totalt 2 884 172 exemplar av Jeep Cherokee XJ. Det stora antalet bilar har lett till en enorm eftermarknad och tredjepartsindustri för reservdelar, uppgraderingar och extrautrustning, både i USA och Europa.

## 1984–1996
Cherokee XJ som introducerades 1984 var den första Jeep-modellen med självbärande kaross istället för att ha en lös kaross som vilade på en ram, vilket fortfarande är ett vanligt sätt att konstruera pick-uper och andra nyttofordon på. För att locka till sig nya kunder som inte ansåg sig behöva fyrhjulsdrift introducerades på vissa marknader under 1985 en variant med endast bakhjulsdrift, denna såldes dock inte i Sverige men kan förekomma på importbilar. En variant med två dörrar såldes inte heller i Sverige. 
American Motors (som Cherokee/Wagoneer härstammade ifrån innan Chrysler tog över) planerade att ersätta XJ med en större modell känd som ZJ, senare släppt 1993 av Chrysler under namnet Grand Cherokee. Men när man insåg hur populär modellen var och hur bra den sålde ändrade sig Chryslerledningen och lät bilen leva vidare en tid. XJ:n har förblivit ett populärt val hos offroadentusiaster världen över tack vare lågt inköpspris som begagnad, utmärkta terrängkörningsegenskaper och en mycket stryktålig, robust konstruktion.

## 1997–2001
Efter 13 års tillverkning fick Cherokee XJ 1997 ett uppdaterat inre och yttre. Bland annat fick bilen nya baklysen, baklucka i plåt i stället för glasfiber, mer plastdetaljer runt stötfångarna, stelare ”unibody” och helt ny instrumentering och interiör. Drivlina, axlar, bromsar etc. förblev oförändrat.
År 2002 ersattes Cherokee XJ med KJ, som såldes under namnet Jeep Liberty i USA, men går under namnet Cherokee på de flesta andra marknader.

### Motorer, svensksålda bilar
- 1984–1996 2.5 L AMC Radfyra
- 1987–1990 4.0 L AMC Radsexa, 173–177 hk med Renix bränsleinsprutning
- 1991–1999 4.0 L AMC Radsexa "High Output", 190 hk med Chrysler bränsleinsprutning
- 2000–2001 4.0 L AMC Radsexa "High Output", 193 hk med Chrysler bränsleinsprutning
- 1985–1987 Renault 2.1L 4cyl. Turbodiesel radfyra, 85 hk
- 1994–1996 2.5 L VM Motori Turbodiesel radfyra, 114 hk

### Utrustningsnivåer/-paket USA-marknaden
- Base – 1984–1993
- SE – 1994–2000
- Wagoneer – 1984–1990
- Briarwood – 1991–1992
- Pioneer – 1984–1990
- Pioneer Olympic Edition – 1988
- Chief – 1984–1990
- Sport – 1988–2001
- Country – 1993–1997
- Classic – 1996, 1998–2001
- Limited – 1987–1992, 1998–2001
- Laredo – 1985–1992
- Freedom – 2000
- 60th Anniversary – 2001

I Sverige såldes bilar med ”Sport” och ”Limited”, där limited trots namnet var den mest välutrustade varianten med farthållare, takmittkonsol med mera.

## Växellådor och axlar
I4 = Inline four = radfyra. I6 = Inline six = radsexa

### Manuella växellådor
- 1984–1987: Aisin-Warner AX4 4-vxl, tillsammans med 2.5 L I4, 21 splines på utgående axel.
- 1984 endast: Borg-Warner T-4 4-vxl, tillsammans med 2.5 L I4, 21 splines på utgående axel.
- 1984 endast: Borg-Warner T-5 5-vxl, tillsammans med 2.5 L I4 och 2.8 L V6, 21 splines på utgående axel.
- 1987 till mitten av 1989: Peugeot BA-10/5 5-vxl, tillsammans med 4.0 L I6, 21 splines på utgående axel.
- 1984–2000: Aisin-Warner AX5 5-vxl, tillsammans med 2.5 L I4, 2.1 L I4 diesel, och 2.8 L V6, 21 splines på utgående axel.
- Sent 1989–1999: Aisin-Warner AX15 5-vxl, tillsammans med 4.0 L I6, 23 splines på utgående axel.
- 2000–2001: New Venture Gear NV3550 5-vxl, tillsammans med 4.0 L I6, 23 splines på utgående axel.

### Automatiska växellådor
- 1984–1986: Chrysler A904 3-stegs, tillsammans med 2.5 L I4 och 2.8 L V6.
- 1994–2000: Chrysler 30RH 3-stegs, tillsammans med 2.5 L I4.
- 1987–2001: Aisin-Warner AW-4 4-stegs, tillsammans med 2.5 L I4 och 4.0 L I6.

### Fördelningslådor
Fördelningslådan sitter bakom/efter växellådan och fördelar motorkraften mellan fram- och bakaxlar efter behov. Vissa fördelningslådor kan även spärra mittdifferentialen för ökad framkomlighet i terräng.
Alla fördelningslådor på Cherokee är kedjedrivna med aluminiumhus. Command-Trac var standard på XJ med 4WD.
- 1984–1987: New Process NP207 "Command-Trac", endast part-time 4WD, 2.61:1 ratio med lågväxel.
- 1987–2001: New Process NP231 "Command-Trac", endast part-time 4WD, 2.72:1 ratio med lågväxel.
- 1987–2001: New Process NP242 "Selec-Trac", full-time/part-time 4WD, 2.72:1 ratio med lågväxel. (Sitter i de flesta bilar med I6-motor)

### Axlar
XJ har solida/stela fram- och bakaxlar till skillnad från bilar med individuell hjulupphängning. Denna konstruktion ger bra offroadegenskaper och -kapacitet, till priset av något minskad komfort och försämrade köregenskaper på vanlig väg. Bromsarna är av typen skivbromsar på framaxel och trumbromsar på bakaxel.

#### Framaxlar
- 1984–1996: Dana 30, High Pinion, Reverse Cut, 27-spline axleshafts (1989–1995: med ABS hade 5-297x universalknutar, icke-ABS hade 5-260x universalknutar. Notera: vissa XJ-modeller levererades med CV-knutar istället för universalknutar.)
- 1996–1999: Dana 30, High Pinion, Reverse Cut, 297x/760 universalknutar, 27-spline axleshafts.
- 2000–2001: Dana 30, Low Pinion, Standard Cut, 297x/760 universalknutar, 27-spline axleshafts.
- 1985–2001: Tom framaxel utan drivning för 2WD-fordon.

#### Bakaxlar
- 1984–1989: Dana 35, ej c-clip, med eller utan ABS.
- 1990–1996: Dana 35, c-clip, med eller utan ABS.
- 1997–2001: Dana 35, c-clip, ABS.
- 1991–1996: Chrysler 8.25", c-clip,  utan ABS, 27-spline axleshafts.
- 1997–2001: Chrysler 8.25", c-clip, utan ABS, 29-spline axleshafts.
- 1987–1990: Dana 44, utan ABS, 30-spline axleshafts.

#### Utväxlingsförhållanden
Jeep XJ tillverkades med flera standardutväxlingar:
- 3.07:1, manuell växellåda, I6-motor.
- 3.54:1, automatisk växellåda, I6-motor med Dana 44 bakdifferential.
- 3.54:1, manuell växellåda, I4 dieselmotor med Dana 35 bakdifferential.
- 3.55:1, automatisk växellåda, I6, V6-motorer; manuell växellåda,, I4-motor
- 3.73:1, automatisk växellåda, I6, Tow- och UpCountry-paket.
- 4.10:1, manuell växellåda,, V6; automatisk växellåda, I4-motor.
- 4.56:1, automatisk växellåda, I4, offroad- eller tow-paket.

## Fjädring och stötdämpning
Jeep XJ har spiralfjädrar fram och bladfjädring bak. 

### Dämpning framaxel
Jeep Cherokee har så kallad "Quadra-Link"-fjädring fram. Denna konstruktion består av två nedre och två övre stag (eng: control arms) som fäster hjulaxeln till bilen. Ett Panhardstag (eng: track bar) håller axeln centrerad i förhållande till karossen. En spiralfjäder+gasstötdämpare på varje sida av axeln gör att hjulen kan röra sig upp och ned efter behov. En krängningshämmare styvar upp fjädringsrörelserna och ser till att bilen inte välter vid häftiga och/eller skarpa undanmanövrar i hög fart.

### Dämpning bakaxel
Jeep Cherokee är konstruerad med bladfjädring för bakvagnen. Denna består av fyra fjäderblad i specialstål som satts samman till ett fjäderpaket. Fjäderpaketets främre fäste sitter stumt fäst i karossen medan det bakre är fäst i en schackel som medger en viss rörlighet. Svensksålda bilar hade krängningshämmare bak.

## Vanliga modifieringar
Många XJ-ägare eftersträvar ökad markfrigång för bättre terrängkörningsförmåga och modifierar därför hjulupphängningen för att höja bilen och få plats med större hjul. Vanliga tillvägagångssätt är (i ökande pris- och svårighetsgrad med ungefärlig höjning i tum):
| Modifiering | Höjning i tum |
| --- | ------------- |
| Montering av puckar i metall eller gummi mellan spiralfjädrar och kaross fram. Större schackel samt distanser mellan axel och fjäder och längre U-bultar bak. | 1-3".         |
| Byte till längre stötdämpare, längre spiralfjädrar fram, annat fjäderpaket och U-bultar bak.                                                                  | 2,5-4"        |
| Byte av de flesta stag och andra komponenter i hjulupphängningen, så kallat Long Arm-kit.                                                                     | 5-10"         |